# Whatever Gets You thru the Night

Whatever Gets You thru the Night je píseň zkomponovaná slavným britským zpěvákem a hudebníkem Johnem Lennonem. Vydána byla roku 1974 britskou společností Apple Records jako singl a téhož roku se v žebříčku Billboard Hot 100 umístila na první příčce. V hitparádě UK Singles Chart pak dosáhla 36. místa.

## Obsazení
Hudebníci, kteří vytvořili původní verzi:
- John Lennon – zpěv, kytara
- Elton John – zpěv, klavír
- Ken Ascher – clavinet
- Jesse Ed Davis – elektrická kytara
- Arthur Jenkins – perkuse
- Jim Keltner – bicí
- Bobby Keys – saxofon
- Eddie Mottau – akustická kytara
- Klaus Voormann – basová kytara

Hudebníci, kteří v roce 1974 vytvořili alternativní živou nahrávku:
- John Lennon – zpěv, kytara
- Elton John – zpěv, klavír
- Dee Murray - basová kytara
- Nigel Olsson - bicí
- Ray Cooper - perkuse